# Terremoto de Tōkai de 1854
El terremoto de Tōkai de 1854 fue el primero de los grandes terremotos de Ansei. Ocurrió alrededor de las 09:00 hora local del 23 de diciembre de 1854. Tuvo una magnitud de 8,4 y provocó un tsunami dañino. Más de 10.000 edificios fueron destruidos y hubo al menos 2.000 víctimas.
Fue el primero de los tres grandes terremotos de Ansei; el terremoto de Nankai de 1854, de magnitud similar, azotó el sur de Honshu al día siguiente.

## Entorno tectónico
La costa sur de Honshu corre paralela a la fosa de Nankai, que marca la subducción de la placa del mar de Filipinas debajo de la placa euroasiática. El movimiento en este límite de placas convergentes provoca muchos terremotos, algunos de ellos del tipo mega-empuje. El mega-empuje de Nankai tiene cinco segmentos distintos que pueden romperse de forma independiente,los segmentos se han roto solos o juntos repetidamente durante los últimos 1.300 años.Los megaterremotos en esta estructura tienden a ocurrir en pares, con un lapso de tiempo relativamente corto entre ellos. Además de los dos eventos de 1854, hubo terremotos similares en 1944 y 1946. En cada caso, el segmento noreste se rompió antes que el segmento suroeste.

## Daños

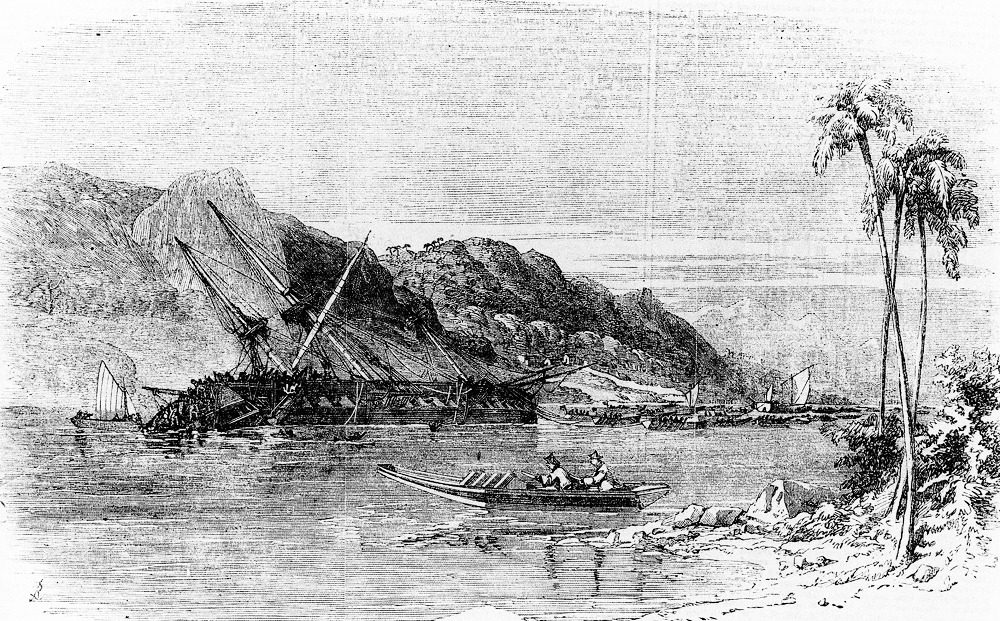
Desolación del Terremoto en 1854.

Gran parte del centro de Japón experimentó intensidades sísmicas de VIII. Los daños causados por este terremoto fueron particularmente graves en las zonas costeras de la prefectura de Shizuoka, desde Numazu hasta el río Tenryū, y muchas casas resultaron dañadas o destruidas.
En el lado este de la península de Izu, Shimoda fue azotada por el tsunami una hora después del terremoto. Una serie de nueve olas azotaron la ciudad, destruyeron 840 casas y se cobraron 122 vidas. Diana, el buque insignia de un almirante ruso, Putiatin, que estaba de visita en Japón para negociar lo que se convertiría en el Tratado de Shimoda, dio 42 vueltas en sus amarres y sufrió daños tan graves que se hundió en una tormenta posterior.
En la bahía de Suruga, en el lado occidental de la península de Izu, la aldea de Iruma fue destruida y se depositó una cúpula de arena de 10 metros de altura, sobre la que posteriormente se reconstruyó la aldea.

## Características

### Terremoto
El área de ruptura, la magnitud y el epicentro se han estimado a partir de mediciones de intensidad sísmica, información sobre los tiempos de llegada del tsunami y evidencia de levantamiento o hundimiento co-sísmico.

### Tsunami
En la mayoría de las zonas afectadas, las alturas oscilaron entre 4 y 6 metros. Sin embargo, en Iruma se han medido alturas de 13,2 y 16,5 metros, mucho más altas que en la mayor parte de la zona circundante. Se cree que esto y la deposición de la inusual cúpula de arena, con un volumen estimado de 700.000 metros cúbicos, fueron causados por los efectos de la resonancia en la bahía de Suruga en forma de V.